# Патрик Пиърс
Патрик Хенри Пиърс (на английски: Patrick Henry Pearse; на ирландски: Pádraig Anraí Mac Piarais) е ирландски политически деец, поет и драматург, роден в Дъблин и разстрелян от англичаните в затвора Килмейнхам, Дъблин, на 36-годишна възраст.

## Биография
Патрик Пиърс е сред видните дейци на ирландското националноосвободително движение от началото на XX век. През 1914 година той се включва в тайната организация Ирландско републиканско братство и става един от ръководителите на Ирландското въстание от 1916 година, наричано Великденски бунт. Оглавява временното правителство на провъзгласената от ирландски патриоти на 24 април 1916 година Ирландска република. Пиърс е разстрелян от английските власти на 3 май 1916 година.
Патрик Пиърс е автор на поезия и проза главно на ирландски език.